# Bockenheim an der Weinstraße

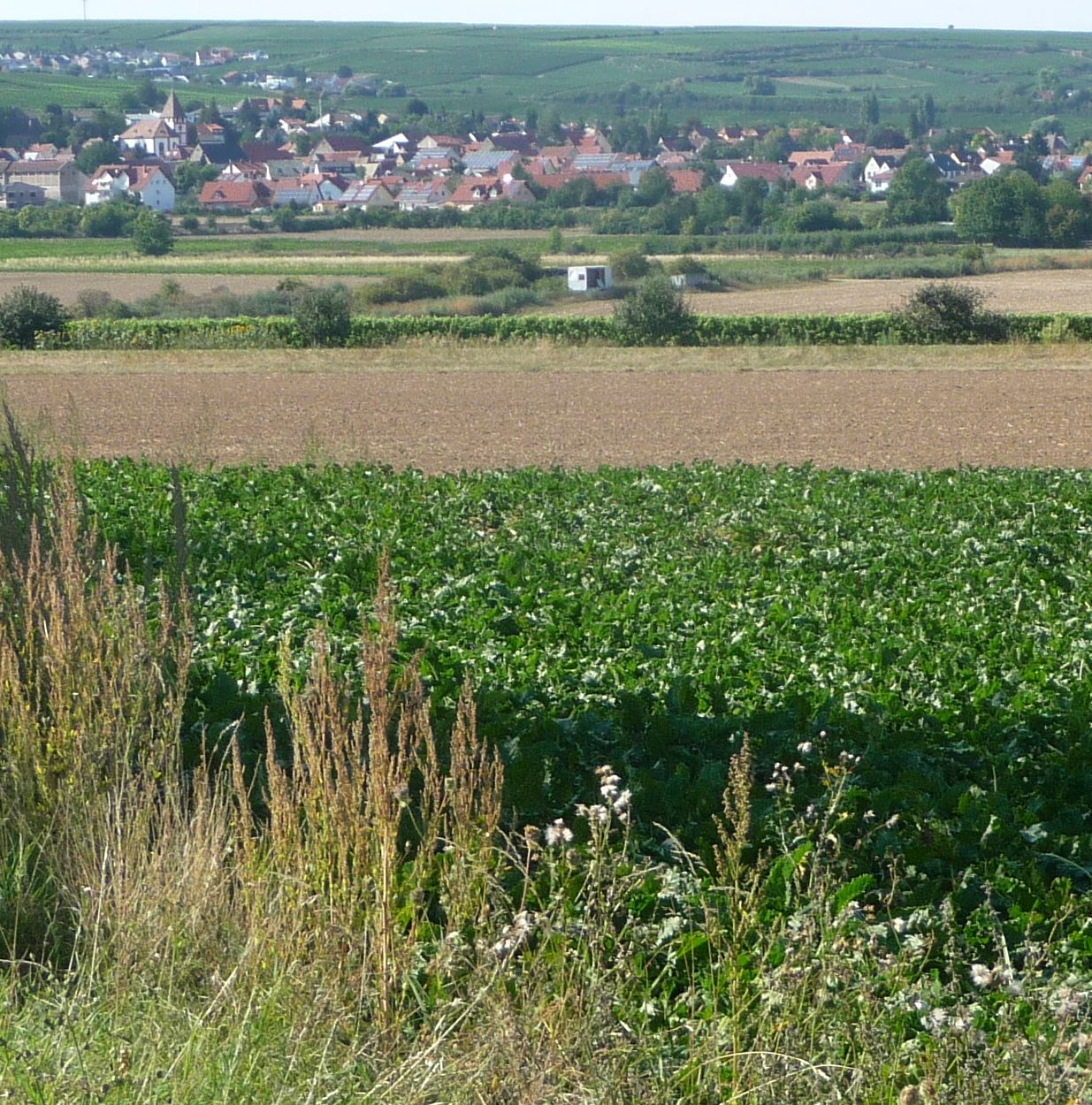
Blick auf Bockenheim

Bockenheim an der Weinstraße (pfälzisch Bockrem [ˈbɔkʁəm]) ist die am weitesten nördlich gelegene Ortsgemeinde im Landkreis Bad Dürkheim (Rheinland-Pfalz). 1956 entstand sie durch Zusammenlegung der Gemeinden Großbockenheim und Kleinbockenheim. Sie gehört der Verbandsgemeinde Leiningerland an und ist, gemessen an der Einwohnerzahl, mit rund 2331 Einwohnern deren fünftgrößte Ortsgemeinde.

## Geographie

### Lage und Umgebung
Das pfälzische Bockenheim liegt im Alzeyer Hügelland. Es ist Teil der europäischen Metropolregion Rhein-Neckar und bildet den nördlichen Abschluss des Landkreises Bad Dürkheim. Unmittelbar nördlich schließt sich der rheinhessische Landkreis Alzey-Worms an.
Die Ortsgemeinde besteht aus den Ortsteilen Großbockenheim im Süden und Kleinbockenheim im Norden, die inzwischen baulich nahezu vollständig zusammengewachsen sind. Nachbargemeinden sind im Uhrzeigersinn Monsheim, Hohen-Sülzen, Offstein, Obrigheim (Pfalz), Grünstadt, Quirnheim, Kindenheim und Wachenheim (Pfrimm).

### Erhebungen und Flüsse
Die westlich der Wohnbebauung von Großbockenheim in zwei Terrassen ansteigenden Hügel heißen St. Petersberg, Sonnenberg und Fahnenberg. Nördlich des Siedlungsgebiets unweit der Grenze zu Monsheim und Wachenheim erstreckt sich der Kieselberg. Durch den Norden der Gemarkung fließt von Südwest nach Nordost der Kinderbach, ein rechter Zufluss der Pfrimm.

## Geschichte
Die beiden Ursprungsortschaften Großbockenheim und Kleinbockenheim waren jahrhundertelang wegen der geringen räumlichen Distanz und durch ihren Namen eng miteinander verbunden. Sie waren nach der um das Jahr 500 einsetzenden fränkischen Landnahme aus kleinen Ansiedlungen entstanden, die sich um fränkische Gutshöfe entwickelt hatten. Die älteste erhaltene Erwähnung von Bockenheim stammt von 770 und findet sich im Lorscher Codex unter der Bezeichnung Buckenheim. Das Kloster Otterberg war im Ort begütert.
Im April 1525 bildete sich im Pfälzischen Bauernkrieg der Bockenheimer Haufen, eine Zusammenrottung von Bauern, die sich den Aufständischen anschlossen.
Bereits während der ersten Hälfte des 20. Jahrhunderts betrieben die beiden Dörfer eine Reihe gemeinsamer Institutionen wie beispielsweise ein Schulhaus oder mehrere Vereine. Ein vehementer Befürworter einer Vereinigung beider Gemeinden war der örtliche Volksschullehrer Jakob Böshenz. Ein erster Anlauf zu einer Zusammenlegung im Jahr 1947 schlug zunächst fehl, da die Mehrheit beider Gemeinderäte dagegen stimmte. Ein erneuter Anlauf fand sieben Jahre später statt; Anlass war die geplante Errichtung eines neuen Schulhauses, das den Zusammenschluss fördern sollte. Eigens dafür fand eine gemeinsame Sitzung beider Gemeinderäte statt. 1955 fiel letztlich der Beschluss zur Gemeindefusion, die am 1. Oktober 1956 vollzogen wurde. Die neu entstandene Gemeinde erhielt die Bezeichnung Bockenheim an der Weinstraße.
Diese gehörte zunächst dem Landkreis Frankenthal (Pfalz) an. Im Zuge der ersten rheinland-pfälzischen Verwaltungsreform wechselte Bockenheim 1969 in den neu geschaffenen Landkreis Bad Dürkheim. Drei Jahre später erfolgte die Zuordnung zur ebenfalls neuen Verbandsgemeinde Grünstadt-Land, die am 1. Januar 2018 in der Verbandsgemeinde Leiningerland aufging.

## Politik

### Gemeinderat
Der Ortsgemeinderat in Bockenheim besteht aus 16 Ratsmitgliedern, die bei der Kommunalwahl am 9. Juni 2024 in einer personalisierten Verhältniswahl gewählt wurden, und dem ehrenamtlichen Ortsbürgermeister als Vorsitzendem.
Die Sitzverteilung im Gemeinderat:
| Wahl | SPD | CDU | FWG | Gesamt   |
| ---- | --- | --- | --- | -------- |
| 2024 | 6   | 3   | 7   | 16 Sitze |
| 2019 | 6   | 4   | 6   | 16 Sitze |
| 2014 | 7   | 4   | 5   | 16 Sitze |
| 2009 | 8   | 4   | 4   | 16 Sitze |
| 2004 | 8   | 4   | 4   | 16 Sitze |

- FWG = Freie Wählergruppe Bockenheim e. V.

### Bürgermeister
Ortsbürgermeister war bis Ende August 2024 Gunther Bechtel (SPD). Bei einer Stichwahl am 16. Juni 2019 setzte er sich mit einem Stimmenanteil von 52,22 % durch, nachdem bei der Direktwahl am 26. Mai keiner der ursprünglich drei Kandidaten eine ausreichende Mehrheit erreicht hatte.
Bei der Direktwahl am 9. Juni 2024 trat Bechtel nicht mehr an. Stattdessen setzte sich Uli Keidel (parteilos) mit 60,0 % der Stimmen gegen eine Kandidatin der SPD durch. Seine Amtseinführung war am 28. August 2024.
| Amtszeit  | Name             | Partei/Wählergruppe |
| --------- | ---------------- | ------------------- |
| seit 2024 | Uli Keidel       | parteilos           |
| ab 2019   | Gunther Bechtel  | SPD                 |
| ab 2004   | Kurt Janson      | parteilos           |
| ab 1999   | Emil Wagner      | FWG                 |
| ab 1996   | Horst Kern       | SPD                 |
| ab 1989   | Eugen Ackermann  | SPD                 |
| ab 1974   | Erich Mattern    | SPD                 |
| ab 1964   | Karl Keidel      | SPD                 |
| ab 1956   | Karl Ludwig Böll | WG Bühler           |

### Wappen
|                                         | Bockenheim |
| Wappen von Bockenheim an der Weinstraße | Blasonierung: „Geteilt von Blau und Silber, oben auf schreitendem silbernem Pferd mit goldener Mähne, Zaumzeug, Sattel und Schweif ein golden nimbierter silberner Heiliger, mit silbernem Schwert seinen roten Mantel teilend, unten auf grünem Bogenschildfuß ein steigender, silbern bewehrter schwarzer Ziegenbock.“ |
| Wappen von Bockenheim an der Weinstraße | Wappenbegründung: Die am 1. Oktober 1956 durch den Zusammenschluss Groß- und Kleinbockenheims entstandene Gemeinde wünschte sofort nach Bildung ein Wappen, das aus den Wappen der beiden zuvor selbstständigen Gemeinden unter Vereinfachung der Details durch Fortlassen des Bettlers im Wappen von Kleinbockenheim geschaffen wurde. Mit der Genehmigung des Ministeriums des Innern, Mainz, vom 19. Februar 1959 war Bockenheim auch heraldisch vereinigt. |

### Gemeindepartnerschaft
Eine Gemeindepartnerschaft besteht zwischen Bockenheim und der französischen Gemeinde Grandvilliers im Département Oise.

## Sehenswürdigkeiten und Kultur

### Bauwerke
Kulturdenkmäler

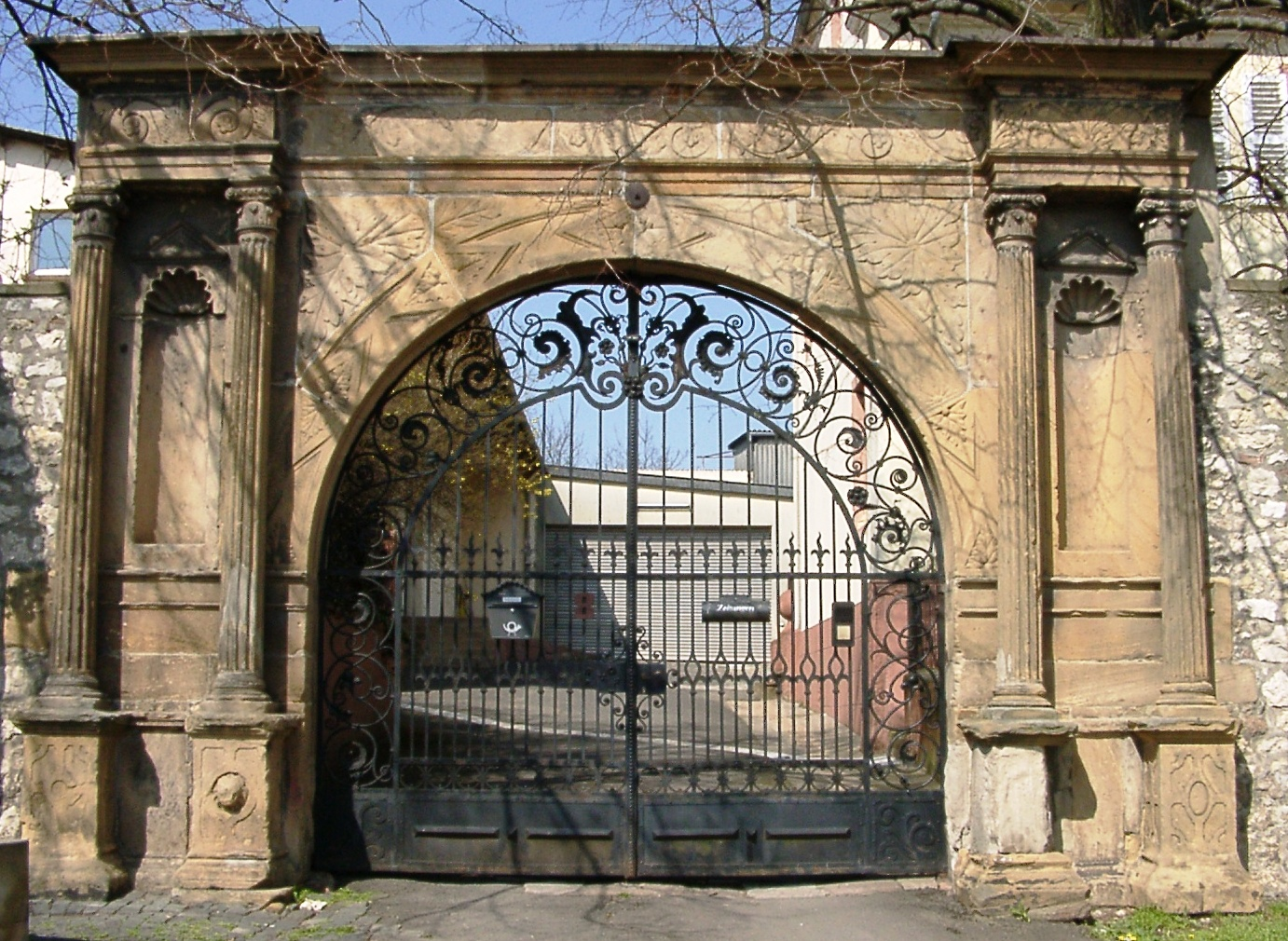
Schlossweg 8: Tor zur Emichsburg

Die Überbleibsel der Emichsburg und der Ortskern von Kleinbockenheim sind als Denkmalzonen ausgewiesen.
Die Emichsburg befand sich einst im Besitz der Leininger Grafen. Sie wurde nach mehrfachen Verwüstungen beim Wiederaufbau ab 1582 in ein Schloss umgewandelt, das in der Folgezeit ebenfalls zerstört wurde. Seine Reste sind in ein Weingut integriert, das sich deshalb Schlossgut nennt. Der Kleinbockenheimer Ortskern wird von zahlreichen alten Gehöften geprägt, von denen immer mehr restauriert werden.
Der Turm der romanischen Martinskirche stammt aus dem 11. Jahrhundert. Auf dem St. Petersberg steht die Heiligenkirche, die Simon Petrus zum Patron hat. Es handelt sich um eine barocke Kapelle, unter deren Altar eine Quelle entspringt. Sie steht auf den Fundamenten einer größeren romanischen Kirche. Hinzu kommen außerdem zahlreiche Wingerthäuser, die als Trulli errichtet wurden.

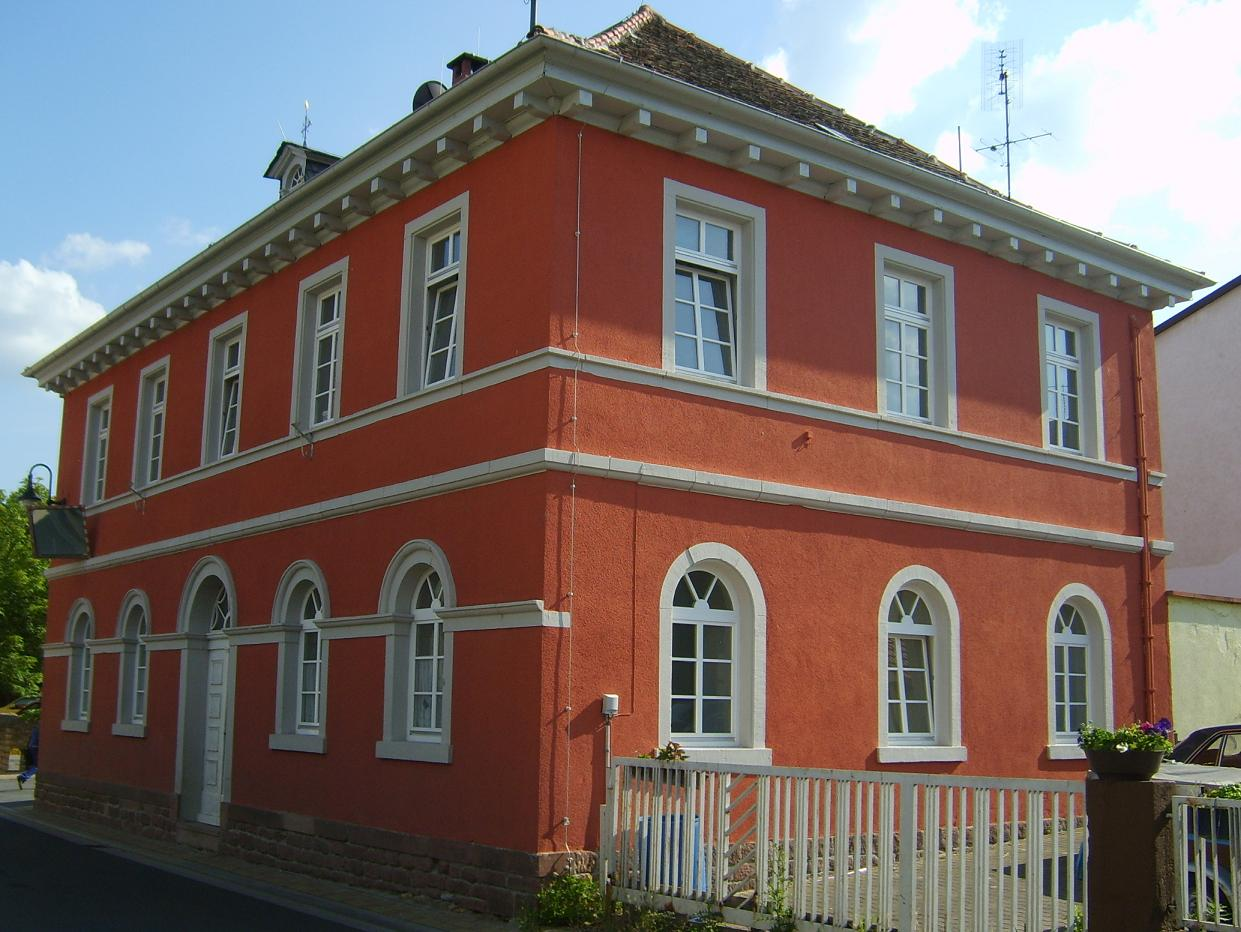
Weinstraße 53: ehemaliges Schul- und Rathaus
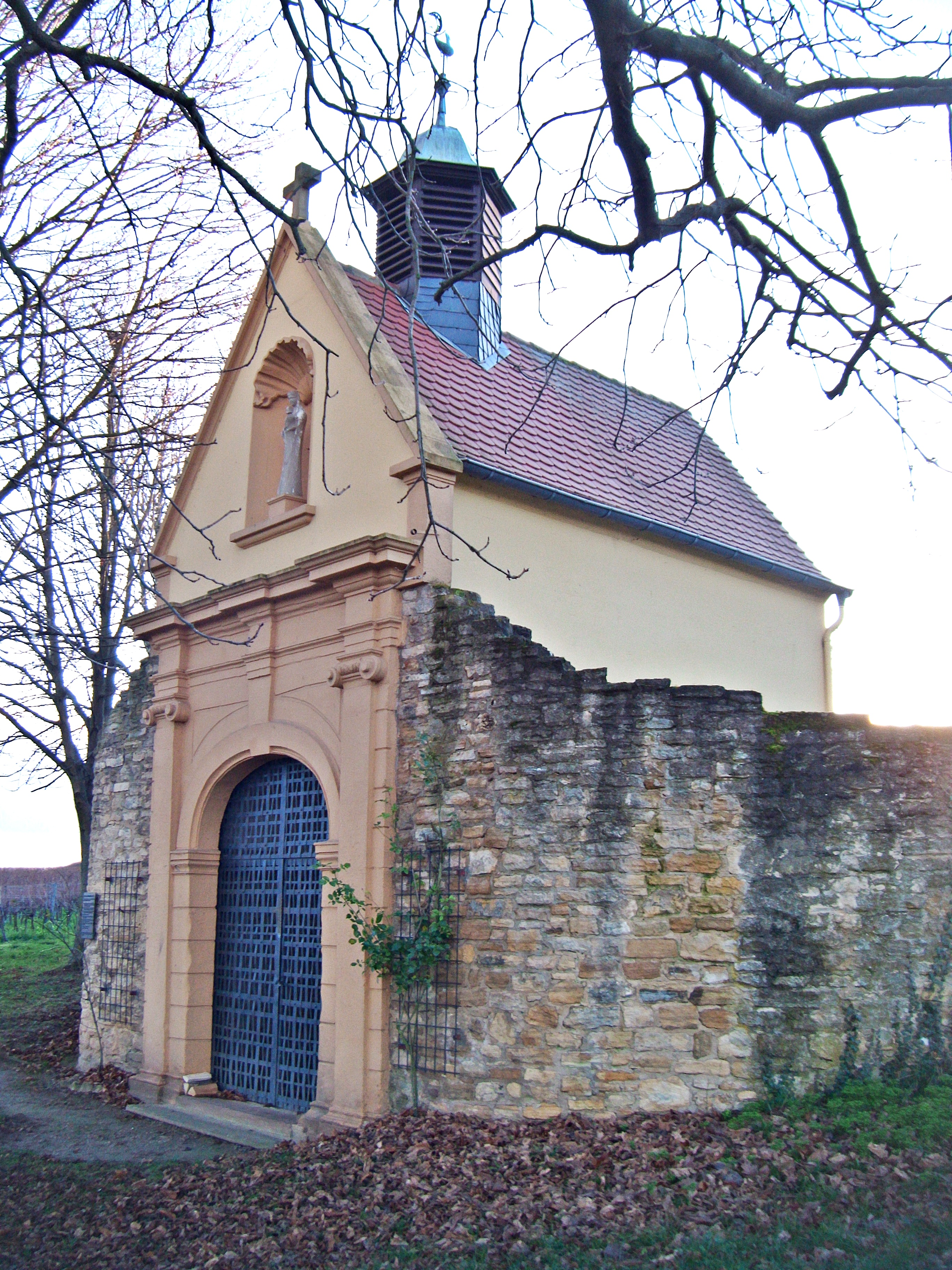
Die Heiligenkirche auf dem St. Petersberg
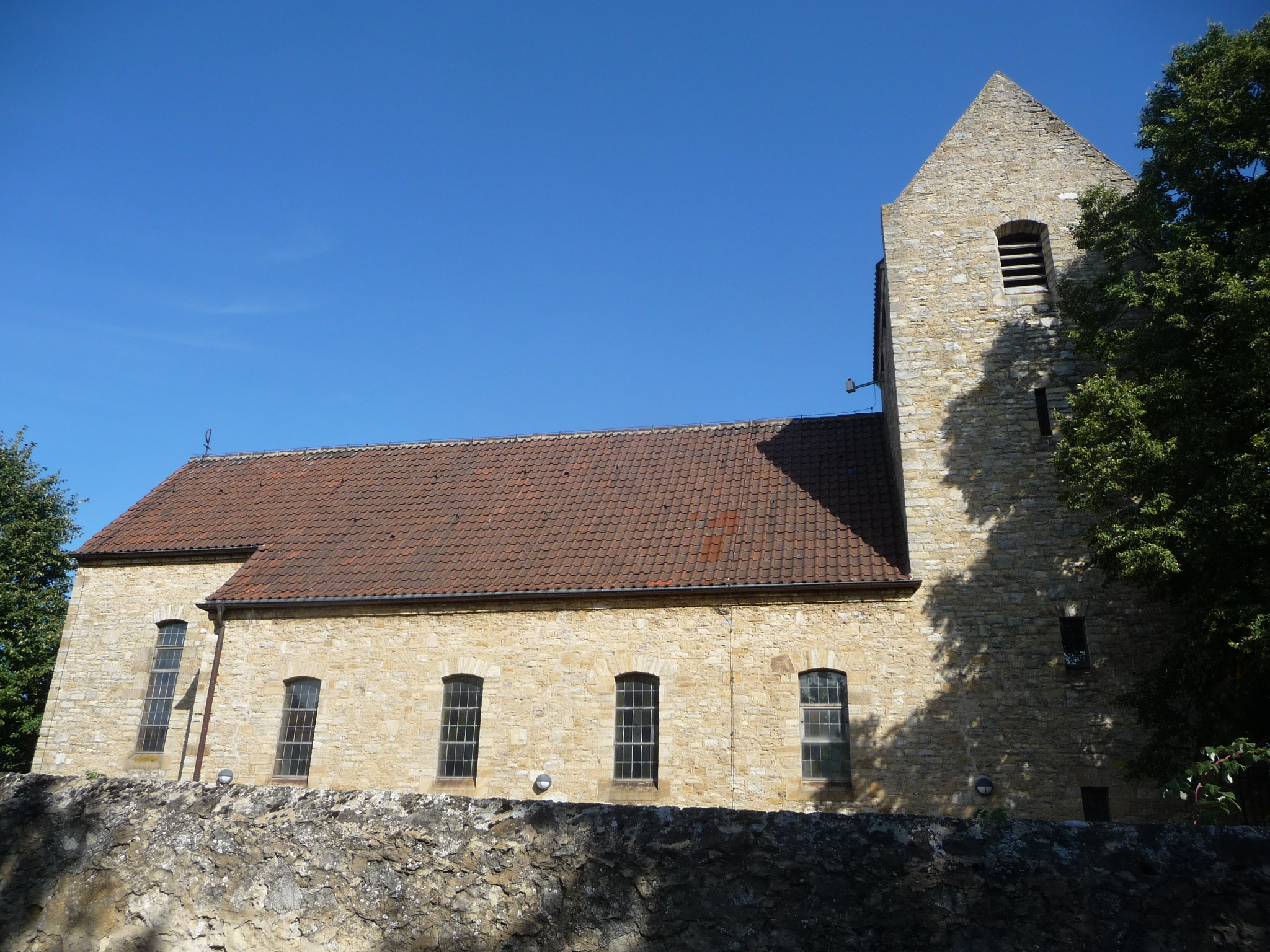
Katholische Kirche St. Lambertus von 1936
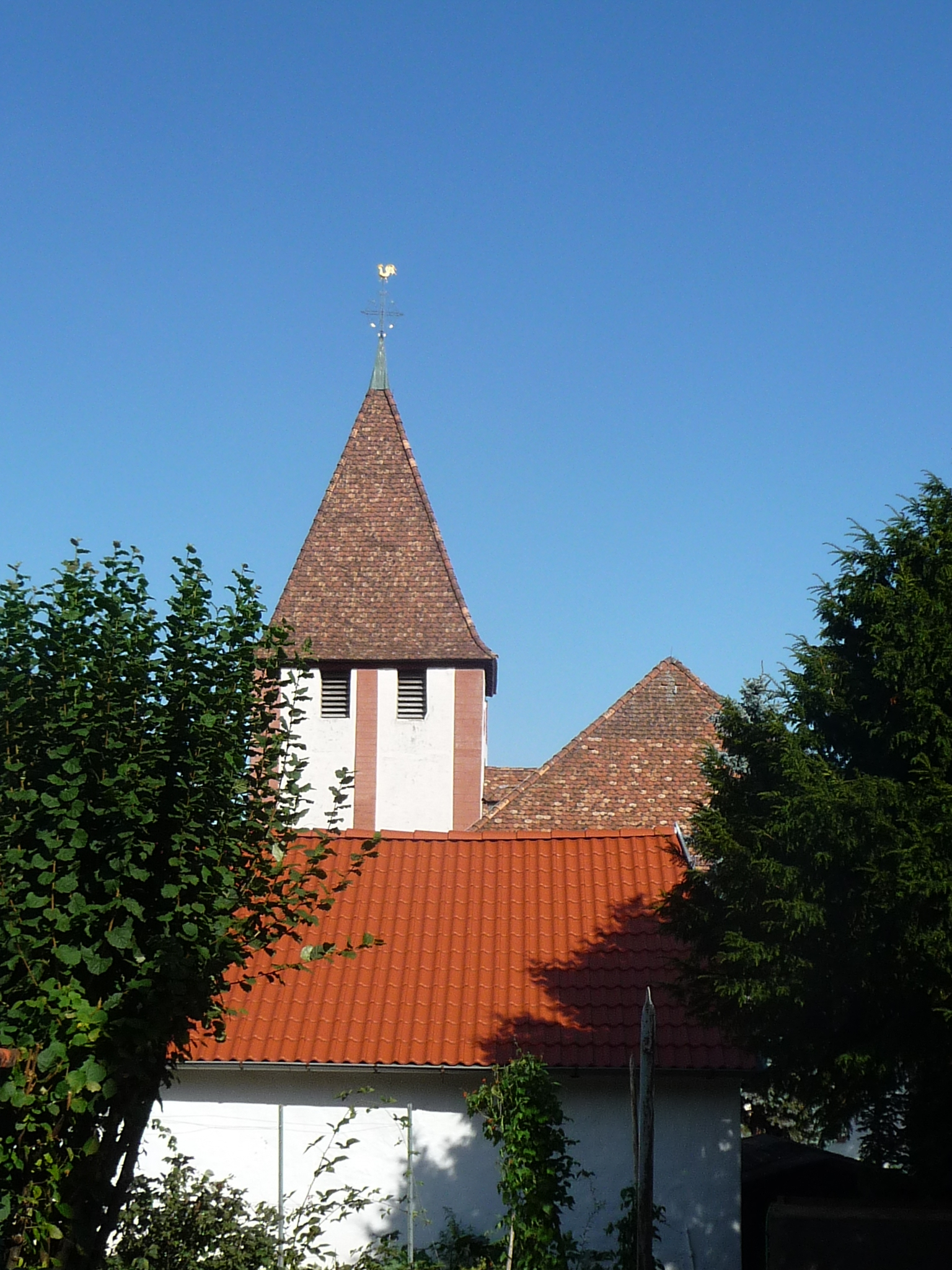
Lambertskirche, jetzt protestantisch
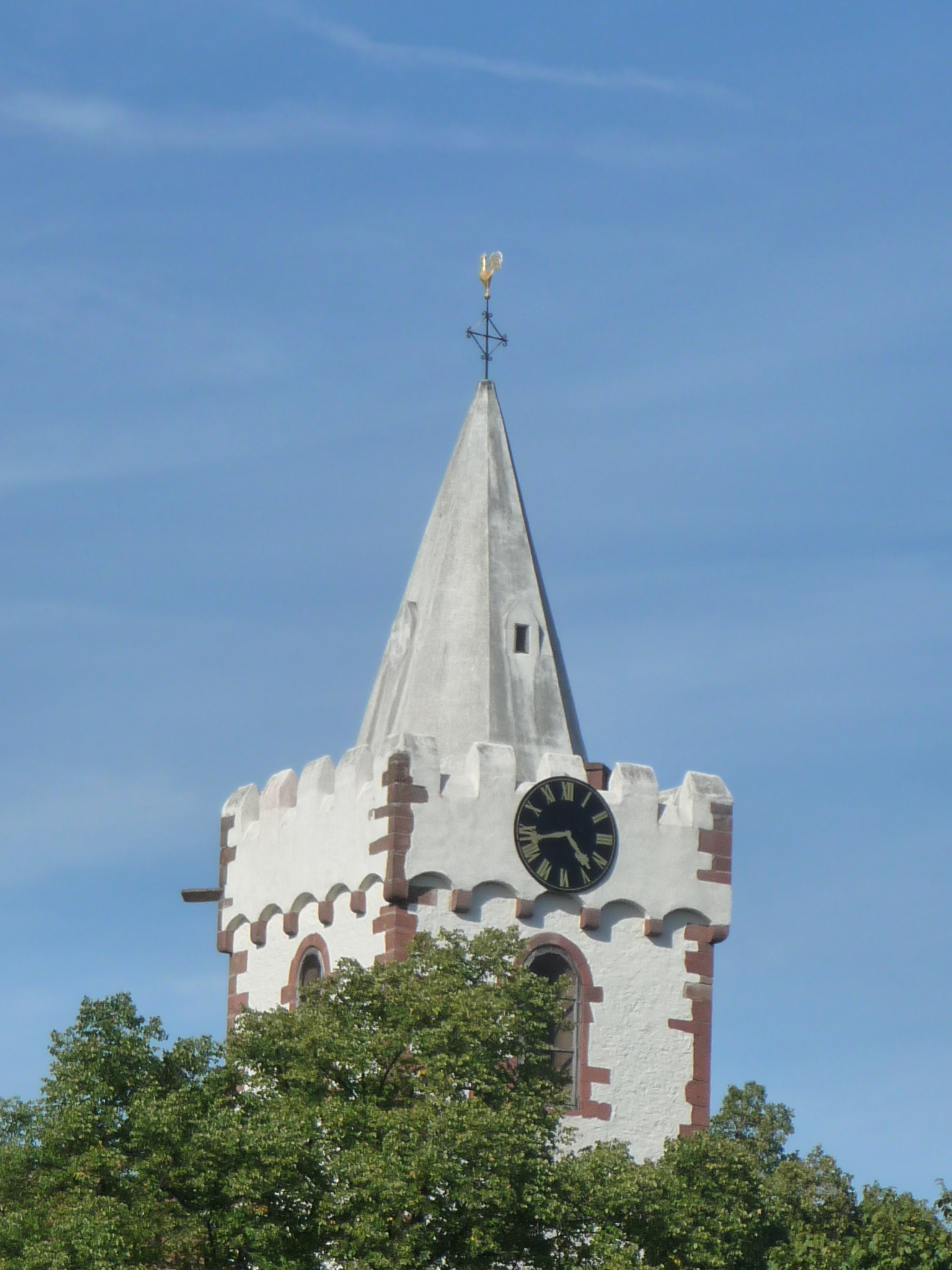
Turm der Martinskirche
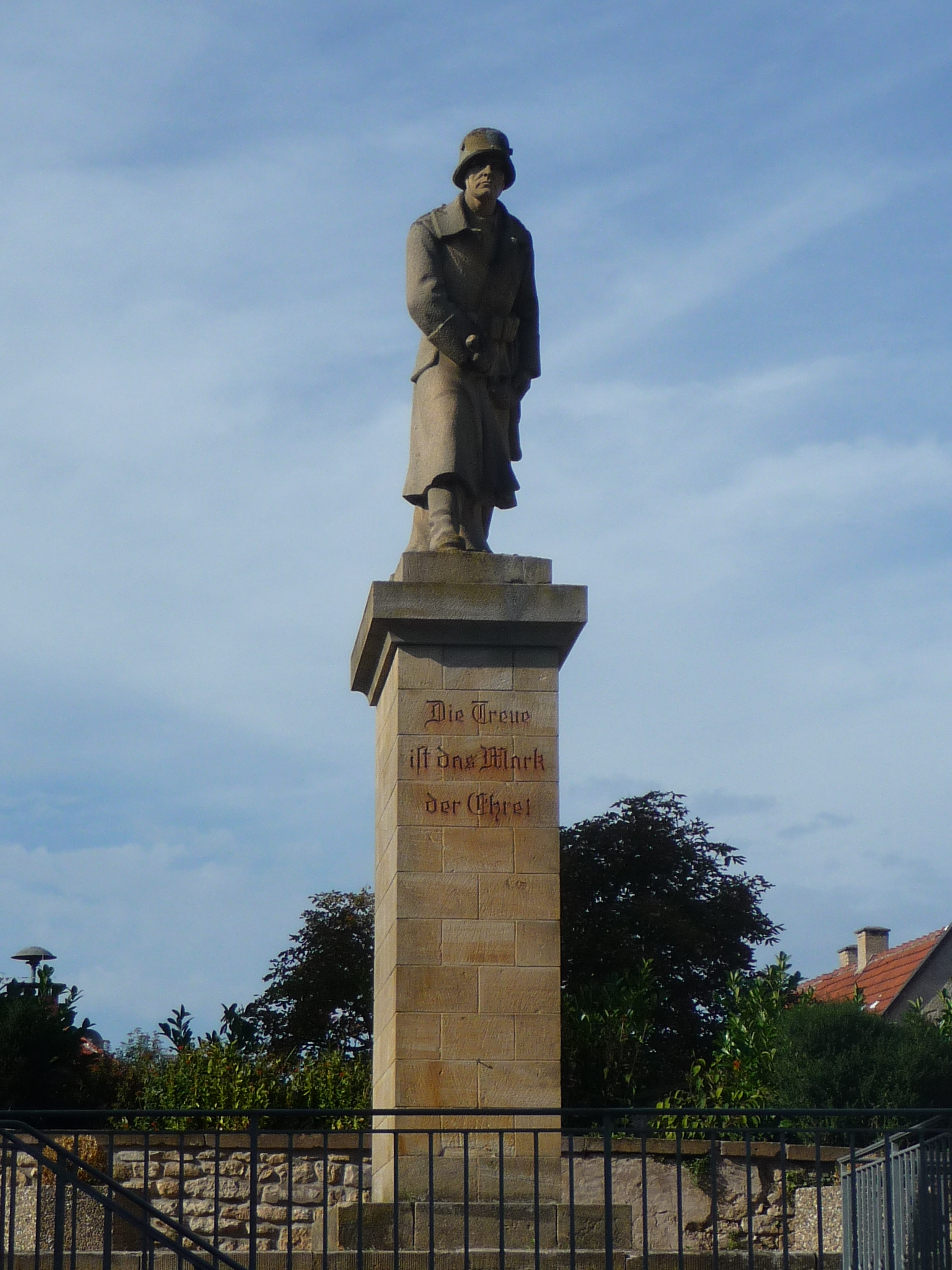
Kriegerdenkmal

Sonstige Bauwerke

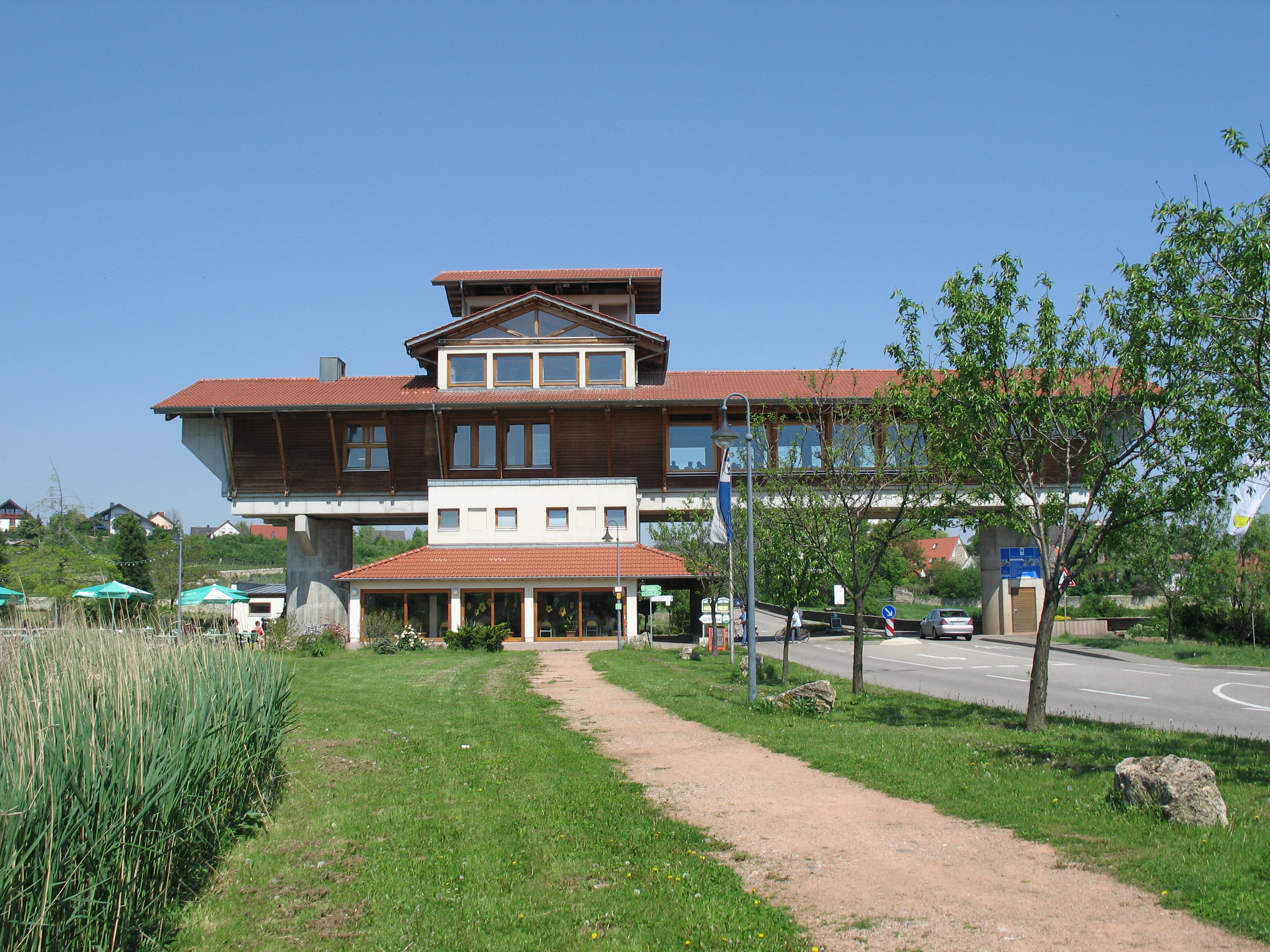
Haus der Deutschen Weinstraße

1995 wurde als Gegenstück zum Deutschen Weintor in Schweigen, welches seit 1936 den südlichen Beginn der Deutschen Weinstraße kennzeichnet, zwischen Groß- und Kleinbockenheim das Haus der Deutschen Weinstraße errichtet. Stilistisch an ein römisches Kastell angelehnt, überspannt es brückenartig die Weinstraße und bietet neben einem Restaurant (120 Plätze) mit Seeterrasse auch verschiedenen Veranstaltungsräumen Platz. Im Turmzimmer mit Ausblick auf die umgebenden Rebenhügel sowie die Rheinebene bis hin zum Odenwald findet für Trauwillige die Weinstraßenhochzeit statt.
Das Bürgerhaus der Gemeinde erhielt den Namen Emichsburg nach der gleichnamigen Ruine. Im Nordwesten des Ortes befindet sich außerdem eine Kneipp-Anlage.

### Natur
Obwohl außerhalb des Pfälzerwalds gelegen, ist der Westen der Gemarkung Bestandteil des Naturparks Pfälzerwald. Innerhalb der Bockenheimer Gemarkung gibt es insgesamt neun Naturdenkmäler, darunter der sogenannte Katzenstein in der Nähe der Heiligenkirche. Bei ihm handelt es sich um einen Kalksteinblock, der als vorchristlicher Opferaltar angesehen wird. Er soll zu einem heidnischen Kultplatz auf dem Hügel gehört haben, den laut Volkssage der lokale Heilige Philipp von Zell in einen christlichen Ort umgewandelt hat.

### Veranstaltungen

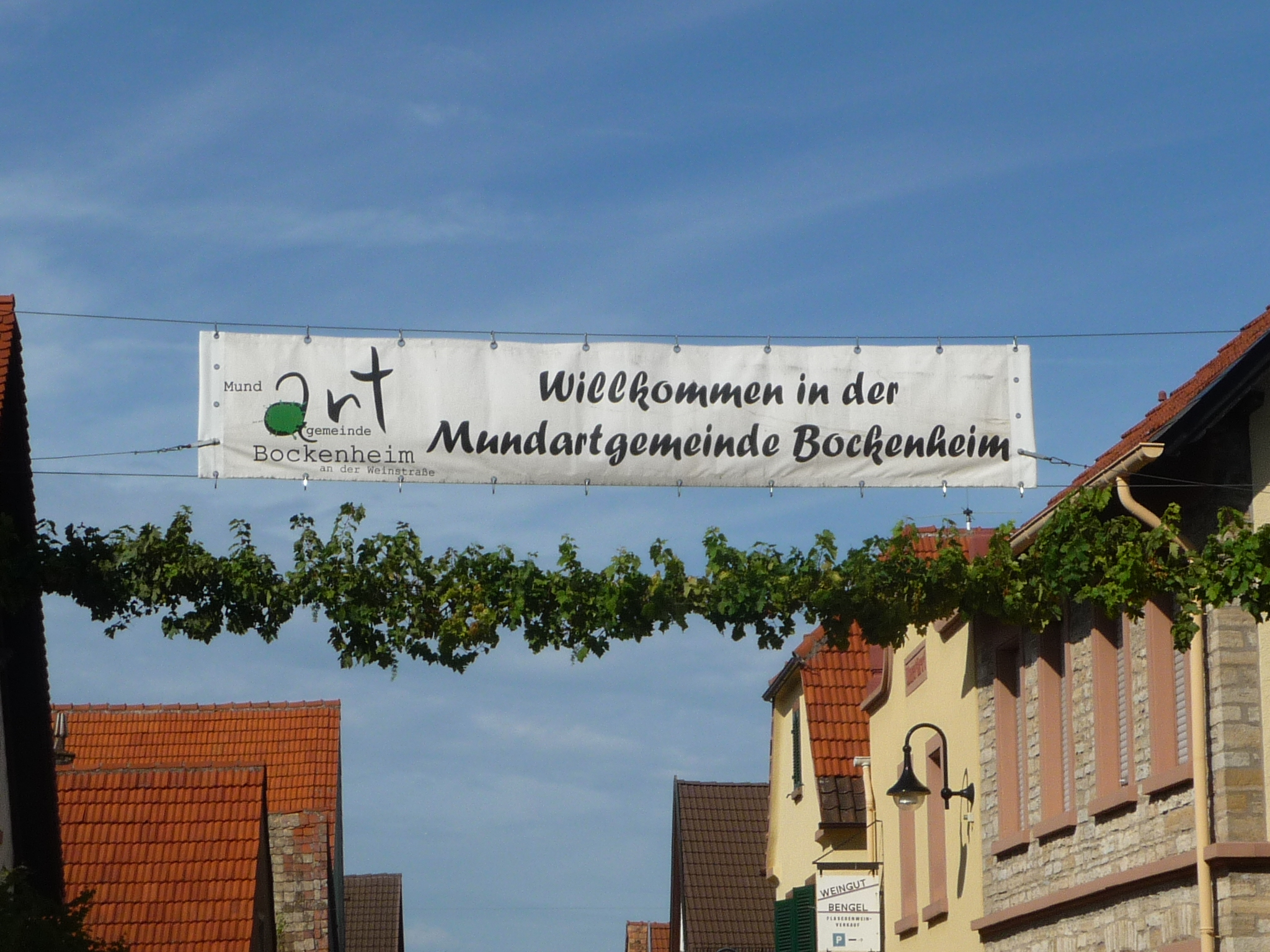
Mundartgemeinde Bockenheim

Zur Heiligenkirche finden jährlich im zeitlichen Umfeld des Peter-und-Paul-Festes Wallfahrten statt.
Seit 1953 wird in Bockenheim in jedem Oktober der Pfälzische Mundartdichterwettstreit ausgetragen, zu dem sich Pfälzer Mundart schreibende und sprechende Teilnehmer treffen. Die Jury zeichnet bis zu zehn Gedichte aus.
Die alljährlich an einem Maiwochenende stattfindenden Bockenheimer Mundarttage wurden dadurch bekannt, dass Dialektologen vor Publikum über Mundarten referierten und darüber – traditionell im Dialekt – auf dem Podium diskutierten.
Zudem wird vor Ort jährlich eine „Kerweredd“ gehalten; diejenige von 1992 wurde Gegenstand eines Strafprozesses, bei dem es um Beleidigung ging.
Seit 1985 findet am letzten Sonntag im August stets der Erlebnistag Deutsche Weinstraße statt und seit 1998 der Marathon Deutsche Weinstraße. 2015 wurde im Schloss der Deutsch-Pennsylvanische Tag veranstaltet.
Am 2. Februar 2020 wurde in Bockenheim erstmals ein „Murmeltiertag“ durchgeführt, in dessen Verlauf „Bockrem Bert“ das Winterwetter für die nachfolgenden sechs Wochen verkündete. Seitdem wird jährlich ein entsprechender Wetterbericht herausgegeben, der auf dem Umstand fußt, ob das Murmeltier an „Maria Lichtmess“ seinen Schatten sieht oder nicht. Nach einer alten Bauernregel bedeutet nämlich Sonnenschein an diesem Tag, dass der Winter noch sechs Wochen dauert.

### Burschenschaft 1813
Wie für die Region typisch, gibt es in Bockenheim eine Burschenschaft. Die Tradition der Burschenschaft 1813 Bockenheim reicht über 200 Jahre zurück. Wer in die Vereinigung aufgenommen werden will, kann sich bei einer der Versammlungen in einer Bockenheimer Wirtschaft bewerben, sofern er Einwohner der Gemeinde Bockenheim ist. Punkt 2 der Tagesordnung ist dann die „Burschung“. Dabei muss der „Neiborsch“ einen Schoppen Wein in einem Zug leeren. Danach bekommt der Neuling die Statuten der Burschenschaft vorgelesen und wird vereidigt. Damit ist er in die Gemeinschaft der Burschen aufgenommen.

## Wirtschaft und Infrastruktur

### Wirtschaft
Bockenheim ist ein altes Winzerdorf, in dem seit mehr als 1200 Jahren Weinbau betrieben wird. Er ist auch heute noch der wichtigste Wirtschaftszweig des Ortes. Bockenheims Weinberge erstrecken sich auf über 400 Hektar. Auf Gemarkung der Gemeinde befinden sich die Großlage Grafenstück sowie mehrere Einzellagen. Ein Teil der Weinberge wird vom Weingut Kreutzenberger im benachbarten Kindenheim bewirtschaftet. Daneben gewinnt der Tourismus zunehmend an Bedeutung.

### Verkehr

#### Straßenverkehr
Bockenheim ist der nördlichste Ort an der 85 km langen Deutschen Weinstraße. Diese verläuft hier auf der Bundesstraße 271 und führt in Nord-Süd-Richtung noch schmal und kurvenreich mitten durch den Ort. Von ihr aus besteht eine Anbindung an die 6 km südlich gelegene Anschlussstelle Grünstadt der Autobahn 6 (Mannheim–Saarbrücken). Am südlichen Ortsrand zweigt von der Bundesstraße die Kreisstraße 27 nach Colgenstein ab.
Bereits seit den 1990er Jahren wird seitens der Kreisverwaltung eine Ortsumgehung im Osten angestrebt. Im Bundesverkehrswegeplan 2030 ist (Stand 2016) eine solche Umgehung allerdings nicht vorgesehen.

#### Bahnverkehr

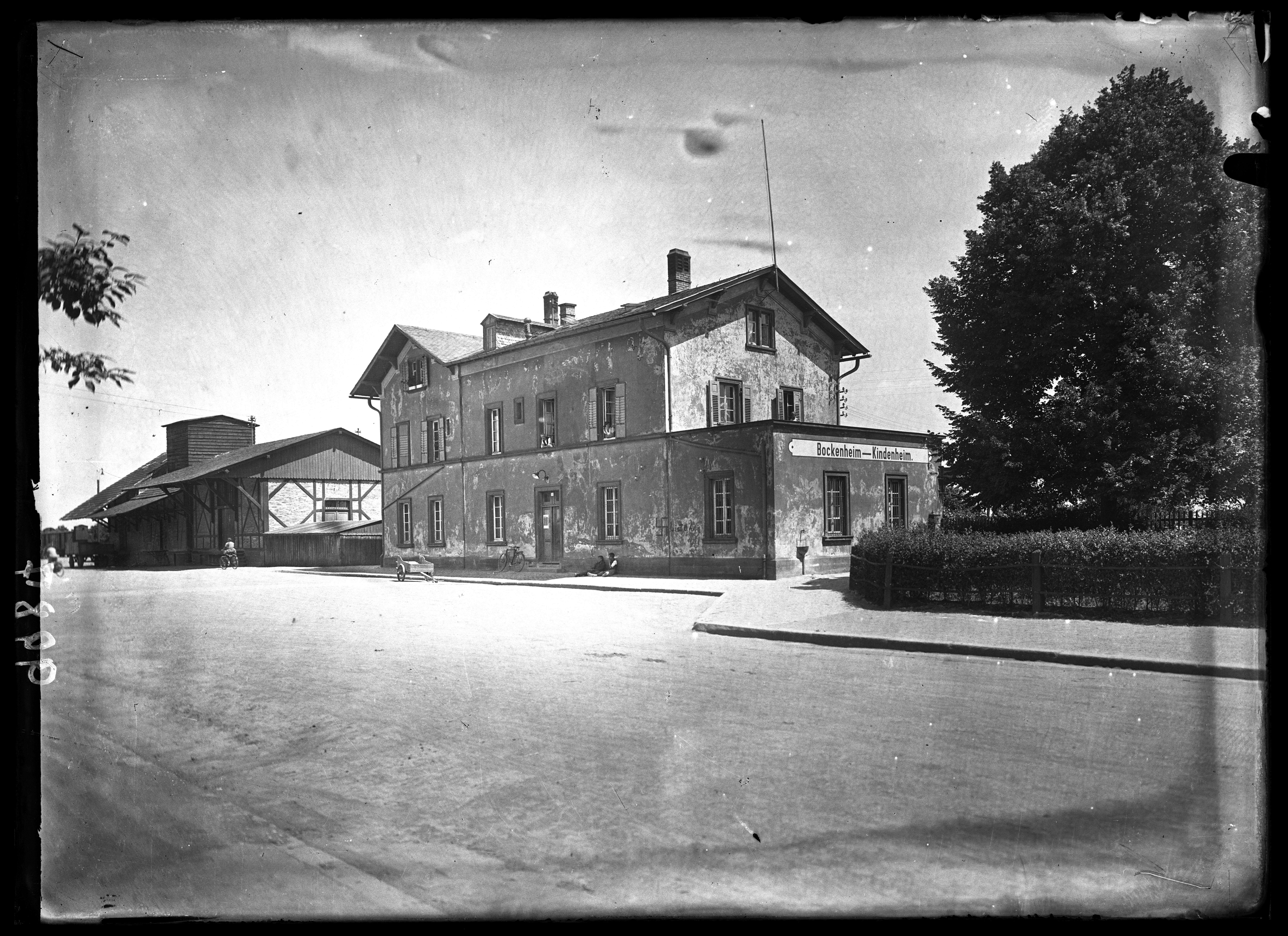
Bockenheimer Bahnhof, ungefähr 1932/1933

Die Bahnstrecke der 1873 auf voller Länge eröffneten Pfälzischen Nordbahn Neustadt–Monsheim verläuft am östlichen Ortsrand. Der Bahnhof Bockenheim-Kindenheim war seinerzeit als gemeinsame Bahnstation von Großbockenheim, Kindenheim und Kleinbockenheim ausgelegt. 1984 wurde der Personenverkehr zwischen Grünstadt und Monsheim eingestellt, elf Jahre später jedoch reaktiviert. Seither wird die zwischenzeitlich zum Haltepunkt zurückgebaute Betriebsstelle im Rheinland-Pfalz-Takt von Regionalbahnen bedient. Die Fahrten in südlicher Richtung führten zunächst jedoch ausschließlich bis nach Grünstadt aufgrund fehlender Kreuzungsmöglichkeiten sowie der Verlagerung der Verkehrsströme nach dem Zweiten Weltkrieg. Seit dem Fahrplanwechsel 2023 verkehren Züge über Grünstadt hinaus bis nach Frankenthal, wo Anschluss an die S-Bahn Rhein-Neckar besteht.
Der öffentliche Nahverkehr ist in den Verkehrsverbund Rhein-Neckar (VRN) integriert, es gelten dessen Gemeinschaftstarife.

#### Radwege
Für Fuß- und Radwanderer ist Bockenheim nördlicher Ausgangspunkt des Kraut-und-Rüben-Radwegs und des Radwegs Deutsche Weinstraße. Der Barbarossa-Radweg verläuft durch den Ort.

#### Fernwanderweg
In Bockenheim beginnt der Wanderweg Pfälzer Weinsteig. Er führt parallel zur Deutschen Weinstraße etwa 100 km nach Süden bis zur Grenze zwischen Deutschland und Frankreich.

## Persönlichkeiten

### Ehrenbürger
- Jakob Böshenz (1871–1957), Volksschullehrer, der sich berufliche Verdienste erwarb,[15] die jedoch wegen seiner Nähe zu den Machthabern in der Zeit des Nationalsozialismus kritisch betrachtet werden. So gab der Schriftsteller Michael Bauer 1991 eine nach Böshenz benannte literarische Auszeichnung zurück, als er von dessen Vergangenheit erfahren hatte.

### Söhne und Töchter der Gemeinde
- Jakob Kautz (~1500–1532), Theologe und Reformator
- Jakob Christmann (1851–1919), württembergischer Oberamtmann
- Anton Straub (1852–1931), katholischer Priester, Jesuit, Theologe und Buchautor
- Heinrich Janson (1869–1940), Politiker (DVP)
- Arthur Kullmer (1896–1953), General der Infanterie und Ritterkreuzträger
- Karl-Heinz Spieß (* 1948), Historiker
- Eugen Ackermann (* 1949), Politiker (SPD)
- Bodo Mattern (* 1958), Fußballspieler
- Patricia Frank (* 1985), 70. Pfälzische Weinkönigin 2008/09

### Personen, die vor Ort gewirkt haben
- Joseph Max von Vallade (1825–1882), katholischer Pfarrer von Großbockenheim, der sich um den Eisenbahnanschluss der Gemeinde verdient machte, ist in der Gemeinde begraben.
- Georg Renno (1907–1997), ab 1940 stellvertretender ärztlicher Leiter der NS-Tötungsanstalt Hartheim, verbrachte seinen Lebensabend vor Ort.
- Reinig, Braun + Böhm, Folkband, trat 2005, 2006 und 2007 beim Pfälzischen Mundartdichterwettstreit auf.
- Volker Raumland (* 1955), Besitzer von Sekthaus Raumland in Flörsheim-Dalsheim, wuchs in Bockenheim auf.
- Constanze Wagner (* 1963), Leichtathletin, nahm 2000 am Marathon Deutsche Weinstraße teil.
- Maciek Miereczko (* 1979), deutsch-polnischer Langstreckenläufer, nahm am 30. März 2014 vor Ort am Marathon Deutsche Weinstraße Teil.
- Patricia Frank (* 1985), 2008/09 Pfälzische Weinkönigin, kommt aus Bockenheim.